# Myrmecorhynchus musgravei
Myrmecorhynchus musgravei är en myrart som beskrevs av Clark 1934. Myrmecorhynchus musgravei ingår i släktet Myrmecorhynchus och familjen myror. Inga underarter finns listade i Catalogue of Life.